# Огнєн Йованич
Огнєн Йованич (хорв. Ognjen Jovanić; нар. 4 травня 1978) – хорватський шахіст, гросмейстер від 2007 року.

## Шахова кар'єра
1996 року поділив 7-11 місце на чемпіонаті Європи серед юніорів до 18 років, який відбувся в Рімавскій Соботі, а також був представником країни на чемпіонаті світу в тій же віковій категорії, який відбувся в Кала-Гальдані. Гросмейстерські норми виконав у роках 2005 (в Пулі та Шибенику) і 2007 (в Новій Гориці).
Досягнув таких успіхів на міжнародних турнірах:
- посів 2-ге місце в Опатії (2001, позаду Фарука Бистрича),
- посів 2-ге місце в Кострені (2002, позаду Роберта Лонцара),
- поділив 2-ге місце в Задарі (2002, позаду Хрвоє Стевича, разом з Александиром Делчевим, Блазимиром Ковачевичем i Василем Ємеліним),
- посів 1-ше місце у Великій Гориці (2003),
- поділив 1-ше місце в Пулі (2003, разом з Давором Рогичем, Ніколою Седлаком, Звонко Станойоським i Йосипом Рукавиною),
- поділив 2-ге місце в Любляні (2003, позаду Александира Делчева, разом із Сергієм Федорчуком, Іваном Фараго, Владіміром Георгієвим, Драганом Шолаком, Геннадієм Тимощенком i Мілошом Павловичем),
- поділив 1-ше місце в Пулі (2004, разом із, зокрема, Огнєном Цвітаном, Робертом Зелчичем, Блазимиром Ковачевичем, Мікеле Годеною i Бояном Кураїцою),
- поділив 1-ше місце в Любляні (2005, разом із, зокрема, Алесандаром Ковачевичем, Ненадом Ферчецєм та Іваном Іванишевичем),
- поділив 2-ге місце в Пулі (2005, позаду Суата Аталика, разом із, зокрема, Алоїзасом Квейнісом, Еміром Диздаревичем i Зораном Йовановичем),
- поділив 2-ге місце в Оміші (2005, позаду Ненада Шулави, разом з Блазимиром Ковачевичем, Огнєном Цвітаном i Алойзіє Янковичем),
- поділив 2-ге місце в Пулі (2006, позаду Душко Павасовича, разом із, зокрема, Огнєном Цвітаном, Давором Рогичем, Їржі Шточеком i Душаном Поповичем),
- поділив 1-ше місце у Малазі (2008, разом з Омаром Альмейдою Кінтаною, Понтусом Карлссоном, Азером Мірзоєвим, Хуленом Луїсом Арісменді Мартінесом, Луїсом Мануелем Пересом Родрігесом i Радославом Єдинаком),
- поділив 2-ге місце в Рієці (2008, позаду Івана Шаріча, разом з Боркі Предоєвичем i Маріном Босіочичем),
- поділив 2-ге місце в Пулі (2008, позаду Анте Бркіча, разом із, зокрема, Алоїзіє Янковичем, Сіншою Дражичем, Гегреєм Анталом i Даворином Кулясевичем),
- поділив 1-ше місце у Фермо (2009, разом з Володимиром Єпішиним, Олександром Ковчаном i Лоренсом Трентом),
- поділив 1-ше місце в Пулі (2010, разом з Сінішою дражичем i Робертом Зелчичем),
- поділив 2-ге місце в Кутро (2011, позаду Євгенія Янева, разом з Вієстурсом Меєрсом i Феліксом Левіним),
- поділив 2-ге місце в Спліті (2011, позаду Маріна Босіочича, разом із, зокрема, Анте Шаричем).

Найвищий рейтинг Ело в кар'єрі мав станом на 1 листопада 2009 року, досягнувши 2552 очок займав тоді 10-те місце серед хорватських шахістів.